# Temple de Varahi Deula
Le Temple de Varahi Deula (ou Barahi Temple) est un temple hindouiste situé dans le village de Chaurasi sur la côte de l'Odisha dans le district de Puri. Il est dédié à la déesse Varahi et le terme de Deula est le nom local signifiant temple.
Il a été construit au début du IXe siècle par les rois Somavamsi et Chandravamsi. Il est en grès avec des dimensions de 15,84 × 8,23 × 8,40 m. Il a été construit dans le style de Khakhara Deula de l'architecture Kalinga, avec notamment un toit semi-cylindrique typique. Un autre temple de ce style est le temple de Vaital Deula à Bhubaneswar.

La déesse Varahi (ou Barahi) est la parèdre de Varaha, un Avatar de Vishnu. Comme lui, sa tête est une tête de sanglier. La monture de la déesse est un buffle sur lequel elle est traditionnellement assise dans une position dite Lalitasana. 
Le temple héberge une statue de la déesse Varahi avec un troisième œil. Elle présente une forte poitrine et tient un poisson dans la main droite et un bol dans la main gauche.
Sur ses murs, le temple comporte de nombreuses sculptures érotiques. Il aurait servi à des rites tantriques.